# Bärlas

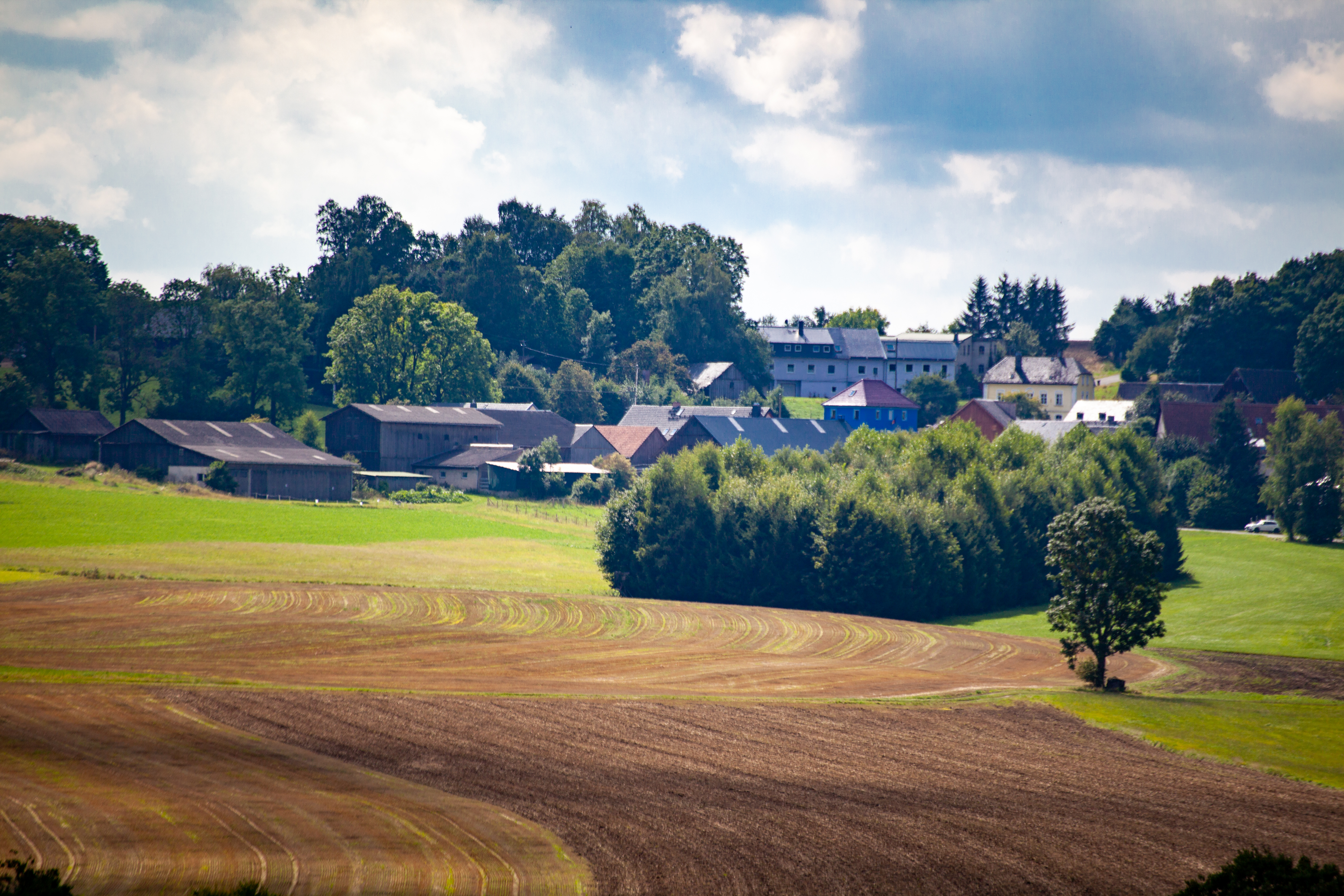
Bärlas bei Weißdorf im September 2021

Bärlas ist ein Gemeindeteil der Gemeinde Weißdorf im Landkreis Hof (Oberfranken, Bayern). Bärlas liegt in der Gemarkung Seulbitz.

## Geografie
Das Dorf liegt auf freier Flur. Nördlich des Ortes fließt der Bärlasbach, ein rechter Zufluss der Sächsischen Saale. Eine Gemeindeverbindungsstraße führt nach Seulbitz zur Bundesstraße 289 (1,7 km nördlich) bzw. zur B 289 bei Weißdorf (1,3 km südwestlich).

## Geschichte
Der Ort wurde im Jahr 1384 als „zu Berles“ erstmals urkundlich erwähnt. Im späten Mittelalter waren die Ritter von Sparneck im Ort („Berles“, „Perlas“) begütert.
Gegen Ende des 18. Jahrhunderts bestand Bärlas aus 14 Anwesen. Die Hochgerichtsbarkeit stand dem bayreuthischen Stadtrichteramt Münchberg zu. Die Dorf- und Gemeindeherrschaft hatte das bayreuthische Amt Hallerstein. Grundherren waren
- das Amt Hallerstein: 1 Hof, 4 Halbhöfe, 1 Viertelhof, 1 Haus, 1 Tropfhaus;
- das vogtländische Rittergut Bug: 2 Höfe, 1 Halbhof, 1 Gut;
- das vogtländische Rittergut Weißdorf: 2 Viertelhöfe.[7]

Von 1797 bis 1810 unterstand Bärlas dem Justiz- und Kammeramt Münchberg. Infolge des Ersten Gemeindeedikts wurde Bärlas dem 1812 gebildeten Steuerdistrikt Seulbitz und der zugleich entstandenen Ruralgemeinde Seulbitz zugeordnet. Im Ort gab es bis in den 1920er Jahren eine Schule. Im Zuge der Gebietsreform in Bayern wurde Bärlas am 1. Mai 1978 in die Gemeinde Weißdorf eingegliedert.

### Einwohnerentwicklung
| Jahr      | 1812  | 1819   | 1861   | 1871   | 1885   | 1900   | 1925  | 1950   | 1961   | 1970   | 1987  |
| Einwohner | 93    | 98     | 101    | 93     | 98     | 93     | 103   | 128    | 98     | 74     | 54    |
| Häuser    | 16    |        |        |        | 17     | 19     | 16    | 16     | 16     |        | 14    |
| Quelle    | [ 8 ] | [ 12 ] | [ 13 ] | [ 14 ] | [ 15 ] | [ 16 ] | [ 9 ] | [ 17 ] | [ 18 ] | [ 19 ] | [ 1 ] |

## Religion
Bärlas ist bis heute nach St. Maria (Weißdorf) gepfarrt und seit der Reformation evangelisch-lutherisch geprägt.